# Greu de ucis 4
Greu de ucis 4 (titlu original: în engleză Live Free or Die Hard sau Die Hard 4.0) este un film american de acțiune din 2007 regizat de Len Wiseman. Rolurile principale au fost interpretate de actorii Bruce Willis, Justin Long și Timothy Olyphant. Este al patrulea film din seria Greu de ucis.

## Rezumat
Un grup misterios a cerut unei rețele de hackeri să-i furnizeze coduri în diferite zone. Odată ce codurile sunt furnizate, hackerii sunt eliminați unul câte unul de un virus care armează o bombă plasată în computerul lor. Grupul atacă și FBI-ul și cere poliției să-i aducă toți hackerii pe care îi cunosc. În acest context, locotenentul John McClane din New York, care are probleme de familie cu fiica sa Lucy, este responsabil pentru arestarea hackerului Matthew Farrell în Camden, New Jersey.
Vizita lui John în casa lui Matthew forțează un grup de ucigași staționați afară să acționeze singuri. Polițistul îi ucid pe unii dintre ei înainte de a fugi cu Matthew, dar o combinație de circumstanțe face ca bomba să explodeze, distrugând apartamentul hackerului. Organizația condusă de Thomas Gabriel experimentează primul eșec.
John și Matthew ajung la Washington. În acel moment, Thomas lansează faza 1 a operațiunii sale prin prăbușirea rețelelor și sistemelor de transport ale țării, apoi declanșează alarmele clădirilor publice pentru a forța pe toată lumea să iasă. Este lansată apoi faza a 2-a prin piratarea burselor de valori și a sistemelor financiare de pe Wall Street. John ajunge cu Matthew la agentul Bowman, exact în momentul în care Thomas trimite în mass-media un montaj video cu un mesaj sinistru.

## Distribuție
- Bruce Willis – Detectiv John McClane
- Justin Long – Matthew "Matt" Farrell
- Timothy Olyphant – Thomas Gabriel
- Mary Elizabeth Winstead – Lucy Gennero-McClane
- Maggie Q – Mai Linh
- Kevin Smith – Frederick "Warlock" Kaludis
- Cliff Curtis – Miguel Bowman
- Jonathan Sadowski – Trey
- Edoardo Costa – Emerson
- Cyril Raffaelli – Rand
- Yorgo Constantine – Russo
- Željko Ivanek – Agent Molina
- Christina Chang – Taylor
- Len Wiseman – pilot F-35B (cameo)